# Danielle Harbin
Danielle Lexus Harbin (Mobile, 2 settembre 1995) è una pallavolista statunitense, opposto del Pinerolo.

## Carriera

### Club
La carriera di Danielle Harbin inizia nei tornei scolastici dell'Alabama, difendendo i colori della McGill-Toolen Catholic HS. Dopo il diploma gioca a livello universitario, in NCAA Division I, con la Arkansas, dal 2013 al 2016.
Nella stagione 2017-18 firma il suo primo contratto professionistico, difendendo i colori del Düdingen, nella Lega Nazionale A svizzera, militandovi per un biennio per un biennio. Rientra in campo nel campionato 2020-21, quando firma per il Suhl, club di 1. Bundesliga nel quale milita per un triennio, trasferendosi nel campionato 2023-24 al Potsdam, sempre nella massima divisione tedesca.
Nella stagione 2025-26 viene acquistata dal club italiano del Pinerolo, in Serie A1.